# Karinainen

Wappen der ehemaligen Gemeinde Karinainen

Karinainen [ˈkɑrinɑi̯nɛn] (schwed. Karinais) ist eine ehemalige Gemeinde im Südwesten Finnlands. Anfang 2005 wurde sie nach Pöytyä eingemeindet.
Karinainen liegt im Norden der Landschaft Varsinais-Suomi rund neun Kilometer südöstlich des Gemeindezentrums von Pöytyä. Die Gemeinde Karinainen hatte eine Fläche von 92,41 km². Das größte Siedlungszentrum (taajama) im ehemaligen Gemeindegebiet ist der Ort Kyrö. Er entstand um einen 1876 erbauten Bahnhof herum und übertraf schon bald das Kirchdorf von Karinainen, das bisherige Zentrum der Gemeinde, an Einwohnerzahl. Seit 1990 halten keine Reisezüge mehr in Kyrö. Die Einwohnerzahl der Gemeinde Karinainen betrug zuletzt 2.457. Die Gemeinde war einsprachig finnischsprachig.
Hauptsehenswürdigkeit von Karinainen ist die rot angestrichene Holzkirche von 1835. Die Gemeinde Karinainen entstand 1872 durch Loslösung von Marttila. Anfang 2005 wurde Karinainen in die Nachbargemeinde Pöytyä eingemeindet.